# Bathycles van Magnesia
Bathycles (Oudgrieks: Βαθυκλῆς / Bathykles) was een Grieks bouwmeester en beeldhouwer uit de tweede helft van de 6e eeuw v.Chr.
Hij was afkomstig uit de stad Magnesia aan de Maiandros in Ionië (Klein-Azië), en werd naar Sparta geroepen om er de bouw en de versiering te verzorgen van het monumentale geheel, dat de Troon van Apollo wordt genoemd en het beeld van deze god in het heiligdom van Amyklai omgaf.
- Gemeinsame Normdatei: 119514494
- International Standard Name Identifier: 0000 0000 7066 1630
- Library of Congress Control Number: n97084451
- Union List of Artist Names: 500111198
- Virtual International Authority File: 96515692